# Hylaeus acer
Hylaeus acer là một loài Hymenoptera trong họ Colletidae. Loài này được Dathe mô tả khoa học năm 1980.